# Ascenso MX 2018/19
Die Saison 2018/19 ist die zehnte Spielzeit der zweithöchsten Fußballspielklasse in Mexiko seit Bestehen der Liga de Ascenso, die seit Sommer 2013 die offizielle Bezeichnung Ascenso MX trägt.

## Veränderungen
Weil der Meister der Vorsaison (Cafetaleros de Tapachula) keine Aufstiegslizenz besaß, spielt dieser auch in der gegenwärtigen Spielzeit in der zweiten Liga. Auf diese Weise hatte der Absteiger aus der ersten Liga (Lobos de la BUAP) die Möglichkeit, sich den Verbleib in der höchsten Spielklasse zu erkaufen und machte von dieser Option Gebrauch. Absteiger aus der zweiten Liga war die Mannschaft des Murciélagos FC und weil der Meister der dritten Liga (CD Tepatitlán de Morelos) ebenfalls nicht aufsteigen durfte, wurde die Anzahl der Mannschaften von vormals 16 auf nunmehr 15 Teilnehmer reduziert.

## Saisonbeginn
Die Saison begann am Freitag, 20. Juli 2018 mit der Begegnung zwischen den Potros UAEM und den Cafetaleros de Tapachula (3:1). Das erste Tor der neuen Zweitliga-Saison erzielte der argentinischen Stürmer Héctor Arrigo, der die Gastgeber in der elften Minute mit 1:0 in Führung brachte.

## Besonderheiten
Die größte Sensation der noch jungen Saison ereignete sich nach acht Spieltagen am 11. September 2018, als der ehemalige Erstligist Dorados de Sinaloa den früheren Weltfußballer Diego Maradona als seinen neuen Trainer präsentierte. Das erste Spiel unter seiner Regie gewannen die Dorados am 17. September 2018 vor heimischer Kulisse mit 4:1 gegen die Cafetaleros de Tapachula.

## Liguillas der Apertura 2018

### Viertelfinale
In zwei Begegnungen setzte sich eine Mannschaft bei Torgleichheit nach Hin- und Rückspiel jeweils nur aufgrund der besseren Platzierung in der Punktspielrunde durch.
|                    | Gesamt |                      | Hinspiel | Rückspiel |
| ------------------ | ------ | -------------------- | -------- | --------- |
| Leones Negros UDG  | 2:2    | FC Juárez            | 1:1      | 1:1       |
| Dorados de Sinaloa | 1:0    | Mineros de Zacatecas | 0:0      | 1:0       |
| Alebrijes Oaxaca   | 1:1    | Atlante              | 1:1      | 0:0       |
| Atlético San Luis  | 3:1    | Cimarrones de Sonora | 0:0      | 3:1       |

### Halbfinale
|                    | Gesamt |           | Hinspiel | Rückspiel |
| ------------------ | ------ | --------- | -------- | --------- |
| Dorados de Sinaloa | 2:1    | FC Juárez | 2:0      | 0:1       |
| Atlético San Luis  | 3:2    | Atlante   | 3:0      | 0:2       |

### Finale
Während in den vorherigen Runden bei Torgleichheit die bessere Platzierung in der Abschlusstabelle ausschlaggebend zur Ermittlung des Siegers war, gilt diese Regelung nicht im Finale. Dort wurde eine Verlängerung erforderlich, in der Atlético San Luis sich (nach 3:2 in der regulären Spielzeit) durch einen Treffer des argentinischen Mittelfeldspielers Leonardo Gabriel Torres in der 103. Minute durchsetzen konnte.
|                    | Gesamt |                   | Hinspiel | Rückspiel |
| ------------------ | ------ | ----------------- | -------- | --------- |
| Dorados de Sinaloa | 3:4    | Atlético San Luis | 1:0      | 2:4 n. V. |

## Liguillas der Clausura 2019

### Viertelfinale
Mineros de Zacatecas setzte sich aufgrund der besseren Platzierung in der Punktspielrunde durch.
|                     | Gesamt |                      | Hinspiel | Rückspiel |
| ------------------- | ------ | -------------------- | -------- | --------- |
| Celaya FC           | 2:3    | Atlético San Luis    | 1:1      | 1:2       |
| Alebrijes de Oaxaca | 1:1    | Mineros de Zacatecas | 1:0      | 0:1       |
| Venados FC          | 2:1    | Atlético Zacatepec   | 2:0      | 0:1       |
| Dorados de Sinaloa  | 3:0    | Cimarrones de Sonora | 1:0      | 2:0       |

### Halbfinale
|                    | Gesamt |                      | Hinspiel | Rückspiel |
| ------------------ | ------ | -------------------- | -------- | --------- |
| Venados FC         | 2:4    | Atlético San Luis    | 1:1      | 1:3       |
| Dorados de Sinaloa | 5:1    | Mineros de Zacatecas | 3:1      | 2:0       |

### Finale
Während in den vorherigen Runden bei Torgleichheit die bessere Platzierung in der Abschlusstabelle ausschlaggebend zur Ermittlung des Siegers war, gilt diese Regelung nicht im Finale. Dort wurde eine Verlängerung erforderlich, in der Atlético San Luis sich (ebenso wie schon in der Apertura gegen denselben Gegner) durchsetzen konnte. Diesmal erzielte der spanische Verteidiger Unai Bilbao das entscheidende Tor in der 102. Minute. Durch den zweifachen Titelgewinn von San Luis stieg das Farmteam von Atlético Madrid in die Liga MX auf.
|                    | Gesamt |                   | Hinspiel | Rückspiel |
| ------------------ | ------ | ----------------- | -------- | --------- |
| Dorados de Sinaloa | 1:2    | Atlético San Luis | 1:1      | 0:1 n. V. |

## Tabellen

### Abschlusstabelle der Apertura 2018
| Pl. | Verein                   | Sp. | S  | U | N | Tore    | Diff. | Punkte |
| --- | ------------------------ | --- | -- | - | - | ------- | ----- | ------ |
| 1.  | FC Juárez                | 14  | 11 | 2 | 1 | 026:100 | +16   | 35     |
| 2.  | Mineros de Zacatecas     | 14  | 10 | 2 | 2 | 027:150 | +12   | 32     |
| 3.  | Atlante                  | 14  | 10 | 0 | 4 | 027:190 | +8    | 30     |
| 4.  | Cimarrones de Sonora     | 14  | 7  | 4 | 3 | 021:180 | +3    | 25     |
| 5.  | Atlético San Luis        | 14  | 6  | 5 | 3 | 017:100 | +7    | 23     |
| 6.  | Alebrijes de Oaxaca      | 14  | 6  | 4 | 4 | 017:130 | +4    | 22     |
| 7.  | Dorados de Sinaloa       | 14  | 6  | 4 | 4 | 016:130 | +3    | 22     |
| 8.  | Leones Negros UDG        | 14  | 5  | 3 | 6 | 022:200 | +2    | 18     |
| 9.  | Potros UAEM              | 14  | 4  | 5 | 5 | 009:100 | −1    | 17     |
| 10. | Correcaminos UAT         | 14  | 4  | 3 | 7 | 014:190 | −5    | 15     |
| 11. | Atlético Zacatepec       | 14  | 3  | 4 | 7 | 015:200 | −5    | 13     |
| 12. | Cafetaleros de Tapachula | 14  | 3  | 3 | 8 | 018:280 | −10   | 12     |
| 13. | Tampico-Madero FC        | 14  | 2  | 3 | 9 | 011:200 | −9    | 09     |
| 14. | Venados FC               | 14  | 2  | 3 | 9 | 012:230 | −11   | 09     |
| 15. | Celaya FC                | 14  | 1  | 5 | 8 | 011:250 | −14   | 08     |

### Abschlusstabelle der Clausura 2019
| Pl. | Verein                   | Sp. | S | U | N | Tore    | Diff. | Punkte |
| --- | ------------------------ | --- | - | - | - | ------- | ----- | ------ |
| 1.  | Atlético San Luis        | 14  | 7 | 7 | 0 | 022:110 | +11   | 28     |
| 2.  | Mineros de Zacatecas     | 14  | 6 | 7 | 1 | 017:900 | +8    | 25     |
| 3.  | Atlético Zacatepec       | 14  | 7 | 1 | 6 | 022:180 | +4    | 22     |
| 4.  | Cimarrones de Sonora     | 14  | 6 | 4 | 4 | 012:170 | −5    | 22     |
| 5.  | Dorados de Sinaloa       | 14  | 5 | 5 | 4 | 021:190 | +2    | 20     |
| 6.  | Venados FC               | 14  | 5 | 5 | 4 | 012:130 | −1    | 20     |
| 7.  | Alebrijes de Oaxaca      | 14  | 5 | 4 | 5 | 012:140 | −2    | 19     |
| 8.  | Celaya FC                | 14  | 4 | 6 | 4 | 014:160 | −2    | 18     |
| 9.  | Atlante                  | 14  | 5 | 2 | 7 | 026:210 | +5    | 17     |
| 10. | Leones Negros UDG        | 14  | 4 | 5 | 5 | 019:180 | +1    | 17     |
| 11. | Correcaminos UAT         | 14  | 4 | 5 | 5 | 015:160 | −1    | 17     |
| 12. | Potros UAEM              | 14  | 4 | 5 | 5 | 013:170 | −4    | 17     |
| 13. | Cafetaleros de Tapachula | 14  | 4 | 3 | 7 | 023:250 | −2    | 15     |
| 14. | FC Juárez                | 14  | 4 | 3 | 7 | 012:160 | −4    | 15     |
| 15. | Tampico-Madero FC        | 14  | 3 | 2 | 9 | 016:260 | −10   | 11     |

### Kreuztabelle 2018/19
Die Kreuztabelle stellt die Ergebnisse aller Spiele dieser Saison dar. Der Name der Heimmannschaft ist in der linken Spalte, eine Kurzbezeichnung für die Gastmannschaft in der oberen Zeile aufgelistet.
| 2018/19        | ALE | ATL | CEL | CIM | COR | DOR | JUA | LEO | POT | SLU | TAM | TAP | VEN | ZCS | ZPC |
| -------------- | --- | --- | --- | --- | --- | --- | --- | --- | --- | --- | --- | --- | --- | --- | --- |
| Alebrijes      |     | 1:0 | 3:0 | 0:1 | 3:2 | 1:0 | 2:0 | 1:1 | 2:0 | 1:0 | 2:0 | 1:1 | 0:0 | 2:1 | 1:0 |
| Atlante        | 2:1 |     | 1:2 | 5:1 | 4:1 | 1:0 | 2:1 | 4:0 | 1:0 | 2:3 | 2:1 | 1:2 | 1:2 | 0:1 | 3:2 |
| Celaya         | 1:2 | 1:0 |     | 2:3 | 0:0 | 1:1 | 0:2 | 1:1 | 1:1 | 0:4 | 0:1 | 1:1 | 1:1 | 0:0 | 1:1 |
| Cimarrones     | 2:1 | 2:1 | 0:2 |     | 2:1 | 1:1 | 0:0 | 1:0 | 0:0 | 1:1 | 2:1 | 2:1 | 3:2 | 0:0 | 2:0 |
| Correcaminos   | 0:0 | 3:1 | 1:1 | 1:0 |     | 0:1 | 1:2 | 2:1 | 1:2 | 0:1 | 3:1 | 0:0 | 0:1 | 1:2 | 2:1 |
| Dorados        | 4:0 | 3:6 | 0:1 | 0:1 | 0:0 |     | 1:0 | 2:0 | 0:1 | 1:1 | 2:1 | 4:1 | 1:1 | 1:1 | 2:1 |
| Juárez         | 1:0 | 2:3 | 2:1 | 3:0 | 0:1 | 3:0 |     | 2:1 | 1:1 | 1:0 | 0:0 | 3:1 | 0:1 | 1:1 | 2:1 |
| Leones Negros  | 1:1 | 2:3 | 4:1 | 2:3 | 2:2 | 0:0 | 1:2 |     | 3:0 | 2:2 | 1:0 | 4:2 | 3:0 | 3:2 | 4:0 |
| Potros UAEM    | 0:0 | 2:1 | 1:1 | 1:1 | 2:1 | 2:1 | 0:1 | 0:0 |     | 1:2 | 1:1 | 3:1 | 0:0 | 0:1 | 0:1 |
| San Luis       | 3:1 | 0:0 | 4:1 | 0:0 | 1:0 | 2:2 | 2:0 | 0:0 | 1:2 |     | 2:1 | 3:1 | 1:0 | 0:0 | 0:0 |
| Tampico-Madero | 2:1 | 1:1 | 1:3 | 1:0 | 1:2 | 2:3 | 0:1 | 4:1 | 0:0 | 1:2 |     | 0:2 | 2:0 | 0:3 | 1:2 |
| Tapachula      | 2:0 | 1:2 | 2:0 | 2:2 | 4:1 | 2:2 | 2:3 | 0:3 | 0:1 | 2:2 | 3:1 |     | 3:2 | 0:1 | 0:2 |
| Venados        | 1:1 | 1:2 | 1:1 | 1:2 | 0:1 | 0:1 | 1:3 | 1:0 | 1:0 | 1:1 | 1:0 | 2:1 |     | 0:0 | 0:2 |
| Zacatecas      | 2:1 | 3:1 | 2:1 | 2:1 | 0:0 | 2:3 | 1:1 | 2:0 | 1:0 | 0:0 | 5:2 | 3:2 | 3:1 |     | 2:1 |
| Zacatepec      | 0:0 | 1:3 | 1:0 | 4:0 | 2:2 | 0:1 | 2:1 | 0:1 | 3:1 | 0:1 | 1:1 | 4:2 | 3:2 | 2:3 |     |